# Philiris lucescens
Philiris lucescens är en fjärilsart som beskrevs av Tite 1963. Philiris lucescens ingår i släktet Philiris och familjen juvelvingar. Inga underarter finns listade i Catalogue of Life.